# Chiesa di San Martino Vescovo (Privano)
La chiesa di San Martino Vescovo è un edificio di culto cattolico di Privano, frazione di Bagnaria Arsa, in provincia ed arcidiocesi di Udine; fa parte della forania del Friuli Centrale ed è filiale della parrocchiale di Sevegliano.

## Storia e descrizione
La primitiva chiesa di Privano venne costruita nel 1450 ed era la cappella privata della Villa Antonini Dessj. Questa chiesetta fu praticamente rifatta nel 1681 e i due corpi laterali vennero edificati nel XIX secolo. Negli anni cinquanta la navata venne ingrandita per volere del parroco don Danilo Stel.
La chiesa venne restaurata negli anni ottanta e, nello stesso periodo, fu collocato il nuovo altare. 
Infine, tra il 2011 e il 2012 furono rifatti gli impianti di riscaldamento ed elettrico, i serramenti e le vetrate.

## Descrizione
L'interno, a pianta a croce latina, è illuminato da sei finestre termali. La facciata è caratterizzata da tre nicchie che un tempo ospitavano statue.